# Ugadi
Yugādi (Ugādi, Samvatsarādi,tiếng Kannada: ಯುಗಾದಿ Yugadi,tiếng Telugu:  ఉగాది Ugadi/Yugadi,tiếng Konkani: युगादि Yugādi và tiếng Marathi: गुढी पाडवा Gudi Padwā) là ngày lễ năm mới của người Telugu và  Kannada tại Ấn Độ.Nó rơi vào những ngày khác nhau mỗi năm bời vì lịch Hindu theo âm lịch.Ngày lễ là một những ngày quan trọng nhất đối với người Telugus và Kannadigas.Lịch Saka bắt đầu với tháng Chaitra (khoảng tháng 3 - 4) và Ugadi được đánh dấu là ngày đầu tiên của năm mới.Chaitra là tháng đầu tiên trong Panchaga (Lịch của người Ấn Độ).Tại một số vùng của Ấn Độ nó còn được biết với tên Vikram Samvat hay Bhartiya Nav Varsh.Ngày lễ này chủ yếu  phổ biến ở một số nơi như  Andhra Pradesh,Telangana, Karnataka, và Maharashtra. Gudi Padwa - ngày lễ năm mới của người Marathi,cũng được tổ chức cùng ngày.

## Thuật ngữ
Tên Yugadi hay Ugani được bắt nguồn từ tiếng Phạn,từ yuga (kỷ nguyên) và adi (sự khởi đầu) có nghĩa là:"sự khởi đầu của một kỷ nguyên mới".Yugadi ám chỉ đến sự khởi đầu của thời kỳ chúng ta đang sống - Kali Yuga. Kali Yuga bắt đầu khi Krishna rời đi,Maharshi Vedavyasa mô tả sự kiện này với dòng chữ "Yesmin Krishno divamvyataha, Tasmat eeva pratipannam Kaliyugam". Kali Yuga bắt đầu vào 17 hoặc 18 tháng 2,lúc nửa đêm năm 3102 trước Công nguyên.
Bộ lịch này được tính toán dựa trên thời đại Shalivahana (Shalivahana Shaka).Thời đại Shalivahana được tính từ năm tương ứng với năm 78 sau công nguyên trong lịch  Gregorian.
Năm 2013, Ugadi  được tổ chức vào ngày 11 tháng 4, năm 2014, Ugadi rơi vào ngày 31 tháng Ba, năm 2016, Ugadi rơi vào ngày 08 Tháng Tư.

## Lễ hội
Người Tegulu, Telangana, Kannada, Marathi, Kodava và cộng đồng người Konkani ở Karnataka, Andhra Pradesh, Telangana, Maharashtra, Goa tổ chức lễ hội với quy mô lớn,mọi người trong gia đình tụ họp lại với nhau,tổ chức ăn uống linh đình.Ngày lễ bắt đầu với nghi thức tắm trong dầu,sau đó cầu nguyện.
Trong khi người dân tại Andhra Pradesh và Telangana sử thường gọi ngày lễ là Ugadi (ఉగాది) và Karnataka gọi ngày lễ là Yugadi (ಯುಗಾದಿ) /, người dân tại Maharashtra cũng tổ chức  lễ hội tương tự, trong cùng ngày, gọi là Gudi Padwa (Marathi: गुढी पाडवा)

## Phong tục
Ngày lễ được chuẩn bị trước khoảng 1 tuần,dọn dẹp nhà cửa,mua sắm đồ dùng,vật dụng cho ngày lễ.
Vào ngày lễ Ugadi,mọi người thức dậy lúc bình minh để tắm rử sau đó trang trí lối vào nhà với lá xoài tươi.Việc trang trí bằng lá xoài   liên quan đến một truyền thuyết:  Kartik (hoặc Subramanya hoặc Kumara Swamy) và Ganesha, hai người con của Shiva và Parvathi rất thích xoài, theo  truyền thuyết thì Kartik hô hào mọi người buộc lá xoài xanh vào cửa với ý nghĩa cầu mong năm mới  vụ mùa bội thu và mọi người có sức khỏe dồi dào.
 Mọi người cũng tưới nước phân bò tươi lên mặt đất  phía trước của ngôi nhà của họ, cầu nguyện cho sức khỏe, sự giàu có, thịnh vượng và thành công trong kinh doanh.Ugadi cũng là thời gian tốt đẹp nhất để bắt đầu các dự án mới.
Trong ngày lễ  Ugadi,các món ăn đặc biệt được chuẩn bị Ở Andhra Pradesh và Telangana, các món ăn truyền thống như "pulihora, bobbatlu (Bhakshalu / polelu / oligalu) và Pachadi" cung với  các món ăn được chế biến từ xoài. 

### Ugadi Pachadi
Ugadi pachchadi là một món ăn truyền thống trong dịp lễ Ugadi,nó được làm từ đường thốt nốt  ,xoài tươi và hoa neem và me,một sự kết hợp của năm vị khác nhau: ngọt, chua, mặn, cay và vị đắng,nó tượng trưng cho hạnh phúc, chán ghét, giận dữ, sợ hãi, sự ngạc nhiên và nỗi buồn.  Món ăn  là  một hỗn hợp  của năm vị (ఆరు రుచులు లేదా షడ్రుచులు -. 1.పుల్లఁదనము - chua, 2 తియ్యఁదనము- vị ngọt, 3.ఉప్పుఁదనము- mặn, 4.చేఁదుఁదనము-  đắng, chát  5.ఘాఁటుఁదనము- cay), được gọi là Ugadi Pachadi (ఉగాది పచ్చడి)  
Các hỗn hợp đặc biệt gồm tất cả các hương vị, mỗi hương vị là diện cho một cảm xúc tự nhiên trong cuộc sống:
Hoa Neem có vị cay đắng tượng trưng cho nỗi buồn
Thốt nốt có  vị ngọt,tượng trưng cho hạnh phúc
Ớt với  vị cay,nóng của nó, biểu hiện cho sự tức giận
Muối -  vị mặn, biểu tượng cho sự sợ hãi
Me có vị chua, biểu hiện cho sự ghê tởm
Xoài xanh với mùi vị đặc trưng, biểu hiện cho sự bất ngờ

## Liên kết khác
- Telugu Daily Panchangam 2012 Lưu trữ ngày 31 tháng 8 năm 2012 tại Wayback Machine
- Preparation of Ugadi pachadi